# Actor de doblaje
El término actor de doblaje (en femenino, actriz de doblaje), también conocido como doblador o doblajista, hace referencia a quien trabaja como actor de voz y se encarga de sustituir los diálogos originales de una producción audiovisual, a posterior, en un estudio de grabación.
El proceso de doblaje consta de varias fases como la adaptación de diálogos, reparto de voces, grabación de voces en sala, dirección de sala, mezclas, control del doblaje, entrega del sonido de la versión doblada, negativo de sonido, entre otras.
El doblaje puede efectuarse por diferentes motivos: 1) Por la adquisición de un producto televisivo o cinematográfico, especialmente extranjero, que se decide difundir en el idioma del país comprador. Este es el motivo más común para hacer un doblaje. En este caso, un grupo de profesionales, bajo la supervisión del director de doblaje, traducen, adaptan y ajustan los diálogos, añadiéndoles información relevante que más tarde ayudará a los actores de doblaje a realizar correctamente la sustitución de voces de los personajes, formando parte de la fase de adaptación del guion. 2) Para solucionar la falta de fonogenia de un actor que aparece en un anuncio televisivo, o por otros criterios del anunciante. Y 3) Para corregir una grabación defectuosa de la banda de sonido de una película o serie.

## Principales técnicas de actuación
Las técnicas de actuación nacieron de grandes directores de teatro con el fin de que el actor pueda crear a un personaje que toque el corazón de los espectadores. De las primeras y más relevantes son:
- Sistema Stanislavski: De Konstantín Stanislavski, busca formar al actor como un artista que persigue la verdad y sea creador de su personaje. Propone a un actor honesto, el cual indague en su interior para encontrar las emociones que representa. Requiere que el actor sienta al personaje, se comprometa con la obra y viva el acto como si fuera real, buscando en su archivo emotivo de experiencias vividas de manera personal.[4]
- Los tesoros de la pobreza: Creada por Jerzy Grotowski, sostiene que el actor es la base del teatro, es quien genera el vínculo entre la obra y el espectador. Realizando una comparación con la pobreza, afirma que debe “desnudarse” para mostrarse a sí mismo al público. Es él quien debe llenar el escenario y, por ello, debe desprenderse de todo accesorio externo, como maquillaje y vestuario, construyendo el personaje desde su interior.[5]
- La santidad secular: También de Grotowski, señala que la diferencia entre el “actor distinguido” y el “actor santo” es la intención; es decir, la conciencia con la cual se hacen las cosas. Desde el punto de vista religioso, la representación actoral es una vía de transmutación interior. Desde lo artístico, es una situación de catarsis, un acto de autorrealización. El actor es una persona que se expone a sí misma y a su cuerpo públicamente. Si lo hace solo por dinero, este acto se asemeja a la prostitución.
- El ritual de teatro: Propuesto por Antonin Artaud, define la actuación como un rito en el cual el espectador experimenta un “tratamiento de choque” a través de una obra. Con ello, es posible lograr que, al menos por unos instantes, el espectador se aleje de sus pensamientos lógicos y racionales para introducirse en el mundo de la liberación y las emociones. Se debe conseguir que los espectadores se desenmascaren y tomen contacto con su verdadero yo.[6]

## La técnica del doblaje
Todo actor de doblaje debe cumplir con algunas habilidades técnicas para el buen desempeño de su trabajo. Las fundamentales son:
- Actuación-sentimiento: Es la forma en cómo, a través de la voz, se puede reflejar los sentimientos del personaje a doblar.
- Ritmo: Es la capacidad de amoldar la voz a la del personaje en velocidad y tiempo.
- Manejo de labios: Consiste en saber en el lugar y tiempo exactos de los labios del personaje a doblar.
- Observación aguda-actitud panorámica: Es la capacidad que se desarrolla al escuchar y observar tonos, pausas y ritmos del personaje que se está siendo doblado. Hay que escuchar los auriculares y atender las indicaciones del director al mismo tiempo.
- Memoria: Es la habilidad de memorizar casi de inmediato los diálogos, reacciones y correcciones que se hacen.
- Máxima concentración: Es un esfuerzo que debe realizarse desde el ensayo para ahorrar tiempo, respetando así al director y a los demás compañeros.
- Excelente lectura: Esto significa leer correctamente con voz alta y con la intención adecuada, comprendiendo el texto.[6]

## Técnicas precursoras
Antes de llegar a las técnicas utilizadas hoy en día, los actores de doblaje utilizaron varios tipos de técnicas que fueron cambiando con el tiempo, técnicas que en su momento resultaron. De las más destacadas son:
- Práctica en vivo: Se intentó colocar detrás del artista de habla inglesa a un declamador de habla española que se cubría con un lienzo para que la lente no lo reflejara. De este modo, se podrían obtener al mismo tiempo dos roles con idioma distinto.
- Multiplicación de versiones: Se filmaban varias veces las escenas de la misma película con los mismos actores- si hablaban más de un idioma- o con distintos. Así, se obtenían múltiples versiones del mismo guion: una por cada idioma a utilizar. Podría emplearse un solo director para varias de las versiones o bien participaban hasta seis directores en la película.
- Grabaciones gramofónicas: Se grababan primero las voces y luego usaban esa misma pista durante la proyección. No obstante, no se podía conseguir la sincronización adecuada entre la imagen y el sonido.
- Insonorización: Consistía en colocar dentro de una campana de cristal perfectamente insonorizada a presión a cierto actor o actriz que doblaría la voz del personaje estelar en otra lengua y en forma sincronizada, mientras que el principal, en el exterior, filmaba en forma regular. El experimento casi terminó en tragedia, ya que la encapsulada actriz de doblaje se estaba asfixiando por falta de oxígeno.
- Sistema Vivígrafo: Edwin Hopkins, técnico y director estadounidense, creó este sistema para la regrabación de diálogos y su post-sincronización por medio de una pista separada del sonido original. A esto lo llamó doblaje de voz, cuyo fin era reemplazar a los actores por otros con mejor dicción.
- Método Ritmógrafo: Con este, a partir de tres etapas, se convertían los componentes fonéticos de la versión original en formas gráficas como las del sonido, las cuales se colocaban a un lado de la imagen. Estas se transcribían en sílabas como si fueran notas musicales. Finalmente, el actor de doblaje las leía mientras se realizaba la proyección.
- Idiot Cards: Eran cartelones con la pronunciación figurada del otro idioma, sostenidos por algún asistente fuera del área registrada por la cámara. Así fue como algunos actores estadounidenses filmaron películas hablando un muy defectuoso español.[6][7]